# Machinery Records
Machinery Records (lub po prostu Machinery) – wytwórnia płytowa utworzona przez Jora i Annę Rosen w 1989 w Berlinie (Niemcy). Najbardziej znana z publikacji industrialowych i eksperymentalnych występów, z których kilka (m.in. Oomph! oraz Cubanate) osiągnęło w późniejszych czasach sukcesy.
Największy rozwój wytwórnia przeżyła we wczesnych latach 90. Od 1991 r. Machinery przyjęła nazwę Noise Records, jako część grupy Modern Music Records. Prowadzenie i organizacja firmy, mimo wcześniejszych przekonań Jora, nie stało się łatwiejsze. Pod koniec dekady działalność Machinery była nieznaczna, a wiele oryginalnych występów zastępowało publikacje w Dynamica – wytwórni zastępczej. Kiedy Modern Music została nabyta przez Sanctuary Records Group w 2001 r., Machinery ostatecznie upadła.

## Artyści Machinery Records
- And One
- Black Lung(inne języki)
- Collapsed System
- Cubanate(inne języki)
- Dance or Die(inne języki)
- D.N.S.(inne języki)
- New Mind
- The Northern Territories(inne języki)
- Oomph!
- Paranoid
- Snog(inne języki)
- Static Icon
- Swamp Terrorists(inne języki)
- Syntec(inne języki)
- Tear Ceremony(inne języki)
- This Digital Ocean(inne języki)
- Trauma